# Amazon EC2
Az Amazon EC2 (Amazon Elastic Compute Cloud) az Amazon Web Services felhő platformjának központi eleme. Az EC2 lehetővé teszi a felhasználóknak, hogy virtuális gépeket béreljenek, amelyen saját alkalmazásaikat futtathatják. Az EC2 lehetővé teszi alkalmazások skálázható telepítését. A felhasználók igényeiknek megfelelően létrehozhatnak, elindíthatnak, leállíthatnak és törölhetnek szerver példányokat és óra-alapú számlázást kapnak. Az EC2 a szerver régió megszabását is engedi, amely lehetővé teszi a késleltetés optimalizálását és régiók közötti redundancia kiépítését.
2010 novemberében az Amazon.com saját webáruházát is áttelepítette az EC2 rendszerre.

## Története
Az Amazon 2006. augusztus 25-én jelentette be az EC2 korlátozott nyilvános bétatesztjét, amelyhez a hozzáférést érkezési sorrendben kínálta. Az Amazon 2007. október 16-án két új instance típust (Large és Extra-Large) adott hozzá. 2008. május 29-én két újabb típussal, a High-CPU Medium és a High-CPU Extra Large típusokkal bővült. Tizenkétféle különböző erőforrás csomag állt rendelkezésre.
Az Amazon három új funkcióval bővült 2008. március 27-én, statikus IP-címek, rendelkezésre állási zónák és felhasználó által választható kernelek. 2008. augusztus 20-án az Amazon hozzáadta az Elastic Block Store (EBS) tároló szolgáltatást. Ez tartós adat, fájl tárolást biztosít, ami a szolgáltatás bevezetése óta hiányzott.
Az Amazon EC2 akkor lépett teljes körű éles módba, amikor 2008. október 23-án levetette a béta címkét. Ugyanezen a napon az Amazon a következő funkciókat jelentette be:
- szolgáltatási szintű megállapodás az EC2-hez
- Microsoft Windows béta funkcióként EC2-ben,
- Microsoft SQL Server béta funkcióként EC2-ben
- az AWS kezelési konzoljára vonatkozó tervek, és
- terheléskiegyenlítési, automatikus skálázási és felhőfelügyeleti szolgáltatások tervei.[8]

Ezek a funkciók később, 2009. május 18-án kerültek hozzáadásra.
Az Amazon EC2-t főként a dél-afrikai Fokvárosban működő, Chris Pinkham által vezetett csapat fejlesztette ki. Pinkham adta az EC2 kezdeti tervezési útmutatásait, majd Willem van Biljonnal együtt felépítette a csapatot és vezette a projekt fejlesztését.

## Szerver példány típusok
Az EC2 Xen virtualizációt használ. A virtuális gépeket instance-nak azaz példánynak nevezik. Ezeket a példányokat a számítási egység (Elastic Compute Unit) mértékegységgel méretezi az Amazon.

## Versenytársak
Az EC2 megjelenése óta számos cég indított el hasonló szolgáltatásokat. Ilyen a Google Compute Engine, vagy a Rackspace.

## Ismert meghibásodások
2008 júliusában a Outblaze és a Spamhaus.org spam-szűrő szolgáltatások blokkoló-listára vették az EC2 címtartományait az onnan érkező spam és malware miatt.
2010 decemberében az Amazon az Egyesült Államok politikai nyomására megszüntette a WikiLeaks szolgáltatásait. Az Anonymous csoport válaszként támadást indított az EC2 ellen.
Az Amazon weboldalai 2010. december 12-én nem voltak elérhetőek. Bár eleinte nem volt világos, hogy ez a támadások miatt, vagy hardver meghibásodás miatt, az Amazon később hardware hibára hivatkozott.
2011. április 21-én egy szolgáltatási kimaradás a EC2 észak-virginiai adatközpontjában számos weboldalt elérhetetlenné tett, köztük a Foursquare-t, a Reddit-et és a Quora-t.
2011. augusztus 6-án az Amazon írországi zónájában áramkimaradás történt. Bár az első feltételezések szerint villámcsapás okozta a kimaradást, a szolgáltató ezt később kizárta. Ugyanakkor viszont a kimaradás számos kérdést vetett fel az Amazon EBS infrastruktúrával kapcsolatban. Több hiba jelentkezett, ami oda vezetett, hogy ügyfelek adatai törlődtek a helyreállítás során.